# Emir Preldžič
Emir Preldžič (Zenica (Bosnië en Herzegovina), 6 september 1987) is een Sloveens basketballer die als small- en power-forward speelt. Hij verruilde in 2007 samen met teamgenoot Gašper Vidmar, KD Slovan voor Fenerbahçe Ülker. Preldžič debuteerde in 2011 in het Turkse nationale basketbalteam.
- 2003-2004:  KK Čelik
- 2004-2005:  Triglav Kranj
- 2005-2007:  KD Slovan
- 2007-2015:  Fenerbahçe Ülker
- 2015-2016:  Darüşşafaka Doğuş
- 2016-heden:  Galatasaray Odeabank